# Riviera del Brenta (vino)
Riviera del Brenta è la  denominazione di origine controllata di un vino prodotto nelle provincie di Venezia  e Padova.

## Zona di produzione
La zona di produzione delle uve comprende le aree vitate presenti nell'intero territorio dei comuni di Camponogara, Dolo, Fiesso d'Artico, Fossò, Mirano, Noale, Pianiga, Salzano, Santa Maria di Sala, Spinea, Stra, Vigonovo, Borgoricco, Cadoneghe, Campodarsego, Curtarolo, San Giorgio delle Pertiche, Massanzago, Vigodarzere, Vigonza e Villanova di Camposampiero, nonché parte del territorio dei comuni di Campagna Lupia, Campolongo Maggiore, Martellago, Mira, Scorzè, Venezia, Campo San Martino, Camposampiero, Loreggia,Noventa Padovana, Padova, Piove di Sacco, San Giorgio in Bosco, Santa Giustina in Colle, Sant'Angelo di Piove di Sacco, Saonara, Trebaseleghe, Villa del Conte e Limena.

## Storia
I primi ritrovamenti storici riguardanti la coltivazione della vite nell’area risalgono alla civiltà paleo veneta dove antichi recipienti per il vino confermano l’uso del vino nelle
cerimonie religiose e nella vita quotidiana. 
Gli “Statuti padovani” che raccolgono le disposizioni in materia agricola dal 1225 al 1315, testimoniano l’esistenza di una fiorente viticoltura nella campagna padovana e veneziana fin dal XIII secolo. In pianura i terreni vengono disboscati e quelli paludosi bonificati per far posto a una agricoltura spesso promiscua, ma il cui vino era tenuto in alta considerazione soprattutto dai Veneziani che, dal 1400, si insediarono nella zona costruendo numerose ville destinate alla
conduzione delle proprietà terriere. L’insediamento si fece così concentrato, tra il ‘500 e il ‘700, da cambiare radicalmente volto a tutta la Riviera fino a farla diventare una naturale prosecuzione del Canal Grande e un Borgo di Venezia. Le ville hanno la tradizionale “Barchessa”, struttura necessaria all’attività agricola di cui il vino ne è parte importante.
La città di Venezia si andava sviluppando e ingrandendo e con essa cresceva il fabbisogno di vino.
Nel 1768 venne istituita l’Accademia di Agricoltura e i primi lavori riguardarono la potatura della vite, la conservazione del vino, l’impianto del vigneto, la cura dell’uva e la sua maturazione.
Si dovrà poi attendere il periodo post fillosserico (fine ‘800) per giungere ad un generale e vigoroso rinnovamento varietale.

## Tecniche di produzione
Le forme di allevamento sono la controspalliera singola e doppia; sono vietate le forme espanse a pergola, a tendone e a raggi.
Le operazioni di cantina devono essere effettuate nei comuni compresi nell'area delimitata: spumanti e frizzanti possono venire elaborati nell'intera regione.
Il Novello deve essere ottenuto con il 40% di macerazione carbonica. Le bottiglie devono venire chiuse con tappo raso bocca, fatta eccezione per frizzanti e spumanti, a cui si applicano le norme nazionali.

## Disciplinare
La DOC è stata approvata con DM 21.06.2004 G.U. 154

Successivamente il disciplinare ha subito le seguenti modifiche:
- DM 30.07.2004 G.U. 200
- DM 18.10.2007 G.U. 251
- DM 30.11.2011 pubblicato sul sito ufficiale del Mipaaf

La versione in vigore è stata approvata con 07.03.2014  pubblicato sul sito ufficiale del Mipaaf

## Tipologie

### Bianco
È prevista anche la versione frizzante, con acidità totale minima di 6,00 g./l.
| uvaggio                        | Tocai friulano minimo 50%, altre varietà a bacca bianca non aromatiche, massimo 50%. |
| titolo alcolometrico minimo    | 10,50% vol                                                                           |
| acidità totale minima          | 5,00 g/l.                                                                            |
| estratto secco minimo          | 15,00 g/l                                                                            |
| resa massima di uva per ettaro | 150 q. (per il Tocai friulano)                                                       |
| resa massima di uva in vino    | 70%                                                                                  |

### Rosso
Sono previste anche le versioni "rosato" e "novello".
|                                | Merlot                                                      | Rosato                                                      | Novello                                                     |
| uvaggio                        | Merlot minimo 50%, altre varietà a bacca rossa massimo 50%. | Merlot minimo 50%, altre varietà a bacca rossa massimo 50%. | Merlot minimo 50%, altre varietà a bacca rossa massimo 50%. |
| titolo alcolometrico minimo    | 11,00% vol.                                                 | 11,00% vol.                                                 | 11,00% vol.                                                 |
| acidità totale minima          | 4,50 g/l.                                                   | 5,50 g./l.                                                  | 5,00 g.l.                                                   |
| estratto secco minimo          | 18,00 g/l                                                   | 17,00 g.l.                                                  | 18,00 g./l.                                                 |
| resa massima di uva per ettaro | 150 q. (Merlot)                                             | 150 q. (Merlot)                                             | 150 q. (Merlot)                                             |
| resa massima di uva in vino    | 70%                                                         | 70%                                                         | 70%                                                         |

#### Abbinamenti consigliati
.

### Spumante
| uvaggio                        | Chardonnay minimo 60%, altre uve a bacca bianca non aromatiche. |
| titolo alcolometrico minimo    | 11,50%                                                          |
| acidità totale minima          | 6,00 g/l.                                                       |
| estratto secco minimo          | 15,00 g/l                                                       |
| resa massima di uva per ettaro | q.                                                              |
| resa massima di uva in vino    | 70%                                                             |

### Merlot
| uvaggio                        | Merlot minimo 85% |
| titolo alcolometrico minimo    | 11,50%            |
| acidità totale minima          | 4,50 g/l.         |
| estratto secco minimo          | 20,00 g/l         |
| resa massima di uva per ettaro | 150 q.            |
| resa massima di uva in vino    | 70%               |

### Cabernet
È prevista anche la versione "riserva". 
|                                | Cabernet                                                 | Cabernet riserva                                         |
| uvaggio                        | Cabernet franc, Cabernet Sauvignon, Carmenere minimo 85% | Cabernet franc, Cabernet Sauvignon, Carmenere minimo 85% |
| titolo alcolometrico minimo    | 11,50%                                                   | 12,50%                                                   |
| acidità totale minima          | 4,50 g/l.                                                | 4,50 g/l.                                                |
| estratto secco minimo          | 20,00 g/l                                                | 23,00 g/l.                                               |
| resa massima di uva per ettaro | 130 q.                                                   | 120 q.                                                   |
| resa massima di uva in vino    | 70%                                                      | 70%                                                      |
| invecchiamento                 | non previsto                                             | due anni, di cui almeno sei in botte                     |

### Raboso
È prevista anche la versione "riserva".
|                                | Raboso                                    | Raboso riserva                            |
| uvaggio                        | Raboso Piave, Raboso veronese; minimo 85% | Raboso Piave, Raboso veronese; minimo 85% |
| titolo alcolometrico minimo    | 11,00%                                    | 12,50% vol.                               |
| acidità totale minima          | 6,50 g/l.                                 | 6,50 g/l.                                 |
| estratto secco minimo          | 22,00 g/l                                 | 25,00 g/l.                                |
| resa massima di uva per ettaro | 140 q.                                    | 120 q.                                    |
| resa massima di uva in vino    | 70%                                       |                                           |
| invecchiamento minimo          | non previsto                              | due anni, di cui almeno sei mesi in botte |

### Refosco
È prevista anche la versione "riserva".
|                                | Refosco                                | Refosco riserva                        |
| uvaggio                        | Refosco dal peduncolo rosso minimo 85% | Refosco dal peduncolo rosso minimo 85% |
| titolo alcolometrico minimo    | 11,50% vol.                            | 12,5% vol.                             |
| acidità totale minima          | 5,00 g/l.                              | 5,00 g/l.                              |
| estratto secco minimo          | 22,00 g/l                              | 25,00 g/l.                             |
| resa massima di uva per ettaro | 130 q.                                 | Refosco riserva 120                    |
| resa massima di uva in vino    | 70%                                    |                                        |
| invecchiamento minimo          | non previsto                           | due anni, di cui sei mesi in botte.    |

### Pinot bianco
Sono anche previste le versioni "frizzante" e "spumante".
| uvaggio                        | Pinot bianco 85% | Pinot bianco 85% | Pinot bianco 85% |
|                                | fermo            | frizzante        | spumante         |
| titolo alcolometrico minimo    | 11,00% vol.      | 10,50% vol       | 111,50% vol      |
| acidità totale minima          | 5,00 g/l.        | 6,0 g/l          | 6,0 g/l          |
| estratto secco minimo          | 16,00 g/l        | 15,00 g/l.       | 15,00 g/l.       |
| resa massima di uva per ettaro | 130 q.           | 130 q.           | 130 q.           |
| resa massima di uva in vino    | 70%              | 70%              | 70%              |

### Pinot grigio
| uvaggio                        | Pinot grigio 85% |
| titolo alcolometrico minimo    | 11,00%           |
| acidità totale minima          | 5,00 g/l.        |
| estratto secco minimo          | 15,00 g/l        |
| resa massima di uva per ettaro | 120 q.           |
| resa massima di uva in vino    | 70%              |

### Tai
| uvaggio                        | Tocai friulano 85% |
| titolo alcolometrico minimo    | 11,00%             |
| acidità totale minima          | 4,50 g/l.          |
| estratto secco minimo          | 15,00 g/l          |
| resa massima di uva per ettaro | 150 q.             |

### Chardonnay
Sono anche previste le versioni "frizzante" e "spumante".
| uvaggio                        | Chardonnay minimo 85% |            |            |
|                                | fermo                 | frizzante  | spumante   |
| titolo alcolometrico minimo    | 11,50% vol            | 10,50% vol | 11,50% vol |
| acidità totale minima          | 5,00 g/l.             | 6,00 g/l   | 6,00 g/l   |
| estratto secco minimo          | 15,00 g/l             | 15,00 g/l  | 15,00 g/l  |
| resa massima di uva per ettaro | 130 q.                | 130 q.     | 130 q.     |
| resa massima di uva in vino    | 70%                   | 70%        | 70%        |